# Songyang
Songyang, även känt som Sungyang, är ett härad i östra Kina, och tillhör Lishuis stad på prefekturnivå i provinsen Zhejiang.
Befolkningen uppgick till 197 340 invånare vid folkräkningen år 2000, varav 54 635 invånare bodde i huvudorten Xiping. Häradet var år 2000 indelat i fem köpingar (zhèn) och femton socknar (xiāng).